# Ribas de Sil (nucli)
San Clodio de Ribas de Sil és una parròquia gallega capital del municipi homònim a la comarca de Quiroga, a Lugo. L'any 2021 tenia 749 habitants (382 homes i 367 dones) distribuïts en 19 entitats de població, el que suposa una disminució de 289 habitants amb relació a l'any 2000.
En aquesta parròquia hi ha el nucli de San Clodio, capital del municipi, on se situa l'estació de San Clodio-Quiroga.

## Demografia
Es divideix en 19 nuclis de població, dels quals només setze consten a l'INE, són els següents:
| Entitat de població | Habitants (2021) |
| ------------------- | ---------------- |
| Aceña               | 0                |
| Cabanelas           | 0                |
| A Cabarca           | 12               |
| O Caroceiro         | 0                |
| Os Castros          | 2                |
| Cima de Vila        | 0                |
| A Devesa            | 7                |
| A Escoleira         | 0                |
| A Pómez             | 0                |
| A Pousanova         | 7                |
| Pousavella          | ?                |
| Redondela           | ?                |
| Relosío             | 3                |
| San Clodio          | 622              |
| San Pedro           | 61               |
| Vilanova            | 8                |
| Vilar do Mato       | 20               |
| Vilardonas          | 7                |
| Vilarreal           | ?                |
| Total:              | 749              |